# Wolfgang Schaffert
Wolfgang Schaffert (* 7. Juni 1955 in Nürnberg) ist ein deutscher Jurist. Er war seit 2000 bis zu seinem Eintritt in den Ruhestand mit Ablauf des 31. März 2021 Richter am Bundesgerichtshof.

## Leben
Wolfgang Schaffert begann 1983 seine juristische Laufbahn als Richter am Landgericht Nürnberg-Fürth. 1984 wurde er von der Universität Erlangen-Nürnberg mit einer Dissertation über „Geldentschädigung für die Beeinträchtigung ‚vermögenskonsumtiver Interessen‘?“ zum Doktor der Rechte promoviert. Es folgten zwei Jahre bei der Staatsanwaltschaft. Anschließend war er für drei Jahre als wissenschaftlicher Mitarbeiter zum Bundesgerichtshof abgeordnet. 1993 ist er Richter am Oberlandesgericht Dresden geworden, 1995 dann Gruppenleiter bei der Staatsanwaltschaft Nürnberg-Fürth. Drei Jahre später wurde er schließlich als wissenschaftlicher Mitarbeiter an das Bundesverfassungsgericht abgeordnet und während seiner Betätigung dort 1999 zum Richter am Oberlandesgericht München ernannt. Im April 2000 wurde Schaffert zum Richter am Bundesgerichtshof gewählt und im September 2000 trat er das Amt an. Seitdem war er dem I. Zivilsenat des Bundesgerichtshofes, der sich mit gewerblichem Rechtsschutz und Transportrecht befasst, zugeordnet.
Schaffert wurde die Bezeichnung „Honorarprofessor“ verliehen.